# بنو عاصم ( قبيلة )
بنو عاصم هي قبيلة عربية مشهورة عدنانية فرده فيها العصيمي  شبه الجزيرة العربية يتواجدون السعودية سنام (السعودية) المنطقة الشرقية (السعودية) الاحساء الشمال حائل تبوك الجوف الخليج العربي ثم اليمن ثم الشام الأردن فلسطين مصر سيناء المغرب الجزائر موريتانيا لقبهم قطمان المحازم 
معلومات القبيلة 
البلد 
- السعودية
- الكويت
- البحرين
- قطر
- الإمارات العربية المتحدة
- عُمان
- اليمن
- الأردن
- فلسطين
- مصر
- السودان
- المغرب
- موريتانيا
- الجزائر

العريقة عرب
الديانة الإسلام أهل السنة والجماعة
اللغة اللغة العربية
القبيلة الأم هوازن

فروعهم
1. الجلاه
2. الشفعان
3. الحمارين
4. الشجاعين

مشاهير بني عاصم قطمان المحازم 
مستور العصيمي شاعر سعودي 
صالح العصيمي شيخ سعودي عضو هيئة كبار العلماء 
نواف العصيمي لاعب كرة قدم سعودي 
عبدالرحمن العصيمي مراسل قناة العربية 
يزيد العصيمي مذيع قناة الإخبارية السعودية 
يعقوب العصيمي دكتور كويتي 